# Катарина Стопіа
Катаріна Стопіа (швед. Catharina Stopia; пом. після 2 квітня 1657) — шведська дипломатка. Перша жінка-дипломатка Швеції, посол Швеції в Росії у 1632—1634 роках.
1620 року одружилася з Йоганом Меллером без зміни дошлюбного прізвища. У 1630 році чоловіка призначили послом Швеції в Росії. Стопіа поїхала з чоловіком у Москву.
Після смерті чоловіка у 1632 році Катаріна Стопіа отримала дозвіл Риксроду та зайняла посаду посла у Москві. Під час перебування на посаді вона успішно завершила переговори щодо торговельних відносин між Швецією та Росією. Однак пізніше відчувала серйозні труднощі при своїй роботі в Росії. Одного разу посольство було атаковане і спалене. У 1634 році Стопіа була змушена втекти до Швеції.
Близько 1637 року одружилася з підполковником Крістоффером Яговом. 
В історичних документах востаннє згадується 2 квітня 1657 року.